# 易變軟梳䲁
易變軟梳䲁（學名：Malacoctenus sudensis），為輻鰭魚綱䲁形目脂䲁科軟梳䲁屬的一個種，分布於東太平洋尼加拉瓜至厄瓜多海域，深度1至10公尺，本魚頭部細長，吻尖，頸背有一對緊密排列的多分支觸鬚，眼上方有一根分支觸鬚，上頜後端上部被眼下骨質覆蓋，上頜外排大齒後無小齒，口腔頂部兩側無齒，側線鱗片51-53片，背鰭棘與鰭條之間有缺口，背部橄欖色，有5條深色鞍狀條紋，中側有一條不規則的深棕色至黑色條紋，喉部和下側呈白色，有棕色至黑色的斑點和斑點，頭部眼睛後方有一明顯的雙暗斑，頭部下方有斑點，下鰓蓋上有兩個大斑點，背鰭、尾鰭、臀鰭和胸鰭均有斑點，背鰭硬棘20枚、背鰭軟條11枚、臀鰭硬棘2枚、臀鰭軟條22枚，體長可達9公分，棲息在水淺的礁石區，生活習性不明。